# Bahnstrecke Cham–Waldmünchen
| |                      |                                     |                                     |
| Streckennummer (DB): | 5810                 |                                     |                                     |
| Kursbuchstrecke (DB): | 876                  |                                     |                                     |
| Kursbuchstrecke: | 423f (1946)          |                                     |                                     |
| Streckenlänge: | 22,08 km             |                                     |                                     |
| Spurweite: | 1435 mm (Normalspur) |                                     |                                     |
| Streckenklasse: | C2                   |                                     |                                     |
| Minimaler Radius: | 185 m                |                                     |                                     |
| Streckengeschwindigkeit: | 50 km/h              |                                     |                                     |
| |                      |                                     |                                     |
| \| \| \| von Furth im Wald \| \| \| \| \| von Bad Kötzting \| \| \| \| 0,000 \| Cham (Oberpf) \| 374 m \| \| \| \| nach Schwandorf \| \| \| \| 2,000 \| Katzbach (bis 1922) \| Katzbach (bis 1922) \| \| \| 2,512 \| Cham (Oberpf) Kunststoffwerk (Anst) \| Cham (Oberpf) Kunststoffwerk (Anst) \| \| \| 3,841 \| Cham Müll (Anst) \| Cham Müll (Anst) \| \| \| 4,567 \| Willmering \| 374 m \| \| \| 6,482 \| Waffenbrunn \| 391 m \| \| \| 10,049 \| Balbersdorf \| 442 m \| \| \| \| Katzbach (98 m) \| \| \| \| 13,980 \| Geigant (ehem. Bf) \| 504 m \| \| \| 16,710 \| Zillendorf \| 525 m \| \| \| 18,255 \| Grub (Oberpf) \| 537 m \| \| \| 21,864 \| Waldmünchen (seit 2002) \| 493 m \| \| \| 22,080 \| Waldmünchen (bis 2002) \| Waldmünchen (bis 2002) \| \| \| \| \| \| \| Quellen: [1][2][3][4] \| \| \| \| |                      |                                     |                                     |
| Strecke |                      | von Furth im Wald                   | von Furth im Wald                   |
| Abzweig geradeaus und von links |                      | von Bad Kötzting                    | von Bad Kötzting                    |
| Bahnhof | 0,000                | Cham (Oberpf)                       | 374 m                               |
| Abzweig geradeaus und nach links |                      | nach Schwandorf                     | nach Schwandorf                     |
| ehemaliger Haltepunkt / Haltestelle | 2,000                | Katzbach (bis 1922)                 | Katzbach (bis 1922)                 |
| Blockstelle | 2,512                | Cham (Oberpf) Kunststoffwerk (Anst) | Cham (Oberpf) Kunststoffwerk (Anst) |
| Blockstelle | 3,841                | Cham Müll (Anst)                    | Cham Müll (Anst)                    |
| Haltepunkt / Haltestelle | 4,567                | Willmering                          | 374 m                               |
| Haltepunkt / Haltestelle | 6,482                | Waffenbrunn                         | 391 m                               |
| Haltepunkt / Haltestelle | 10,049               | Balbersdorf                         | 442 m                               |
| Brücke über Wasserlauf |                      | Katzbach (98 m)                     | Katzbach (98 m)                     |
| Haltepunkt / Haltestelle | 13,980               | Geigant (ehem. Bf)                  | 504 m                               |
| Haltepunkt / Haltestelle | 16,710               | Zillendorf                          | 525 m                               |
| Haltepunkt / Haltestelle | 18,255               | Grub (Oberpf)                       | 537 m                               |
| Haltepunkt / Haltestelle Strecke ab hier außer Betrieb | 21,864               | Waldmünchen (seit 2002)             | 493 m                               |
| Kopfbahnhof Streckenende (Strecke außer Betrieb) | 22,080               | Waldmünchen (bis 2002)              | Waldmünchen (bis 2002)              |
| |                      |                                     |                                     |
| Quellen: |                      |                                     |                                     |

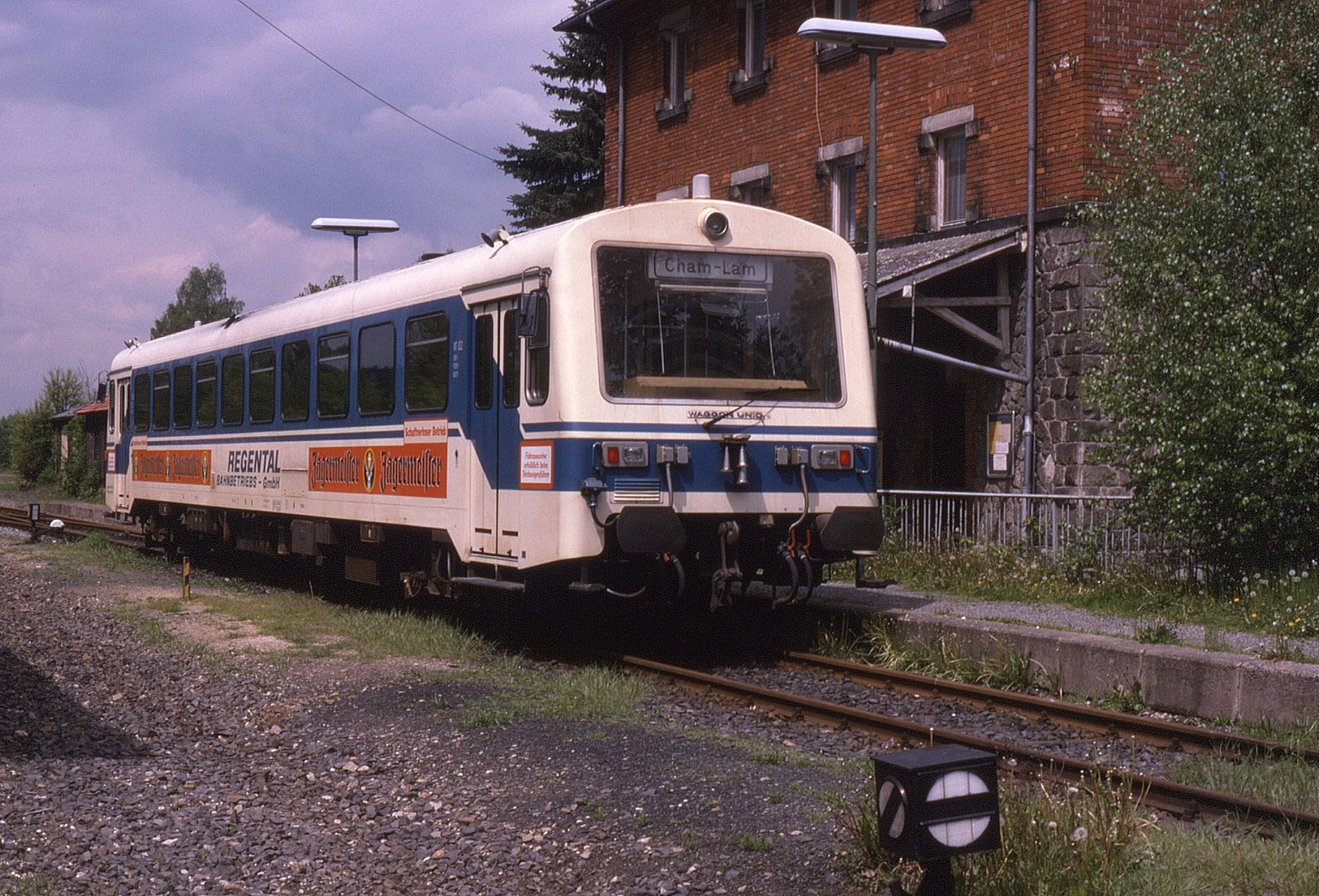
RBG VT 02 in Waldmünchen, 1995

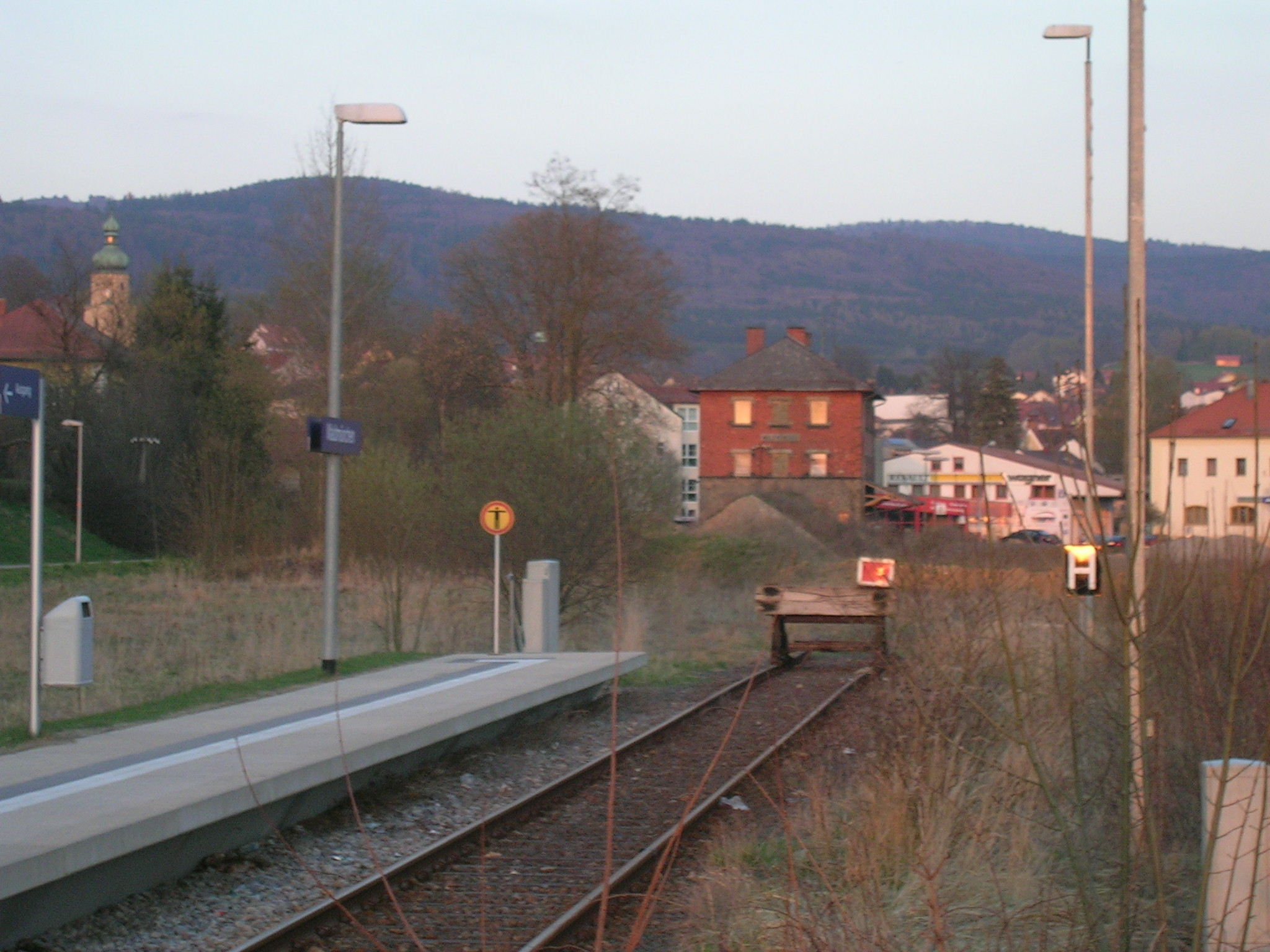
Bahnhof Waldmünchen: neuer Endhaltepunkt und altes Empfangsgebäude (rot) im Hintergrund

Die Bahnstrecke Cham–Waldmünchen ist eine Nebenbahn in Bayern. Sie verläuft in der östlichen Oberpfalz von Cham nach Waldmünchen.

## Geschichte

### Streckenplanung, Errichtung und Inbetriebnahme
Um die Glashütten in Waldmünchen und Herzogau an die Bahn anzuschließen und mit im Gegensatz zu Holz billiger Kohle zu beliefern, wurde am 14. Mai 1890 mit der Projektierung einer Bahnstrecke von Cham aus nach Waldmünchen begonnen. Nachdem sich bei der Trassenwahl die „Geiganter Linie“ gegen die „Grafenkirchener Linie“ durchgesetzt hatte, begann die Bayerische Staatseisenbahn mit den Bauarbeiten, eröffnet wurde die Strecke schließlich am 1. August 1895.

### Deutsche Reichsbahn und Zweiter Weltkrieg
Nach dem Münchner Abkommen und dem darauf folgenden Anschluss des Sudetenlandes 1938 begannen die Arbeiten zur Verlängerung der Strecke bis Ronsperg. In Folge der sich umkehrenden Kriegslage während des Zweiten Weltkrieges wurde der Bau eingestellt und nie wieder fortgesetzt.

### 21. Jahrhundert
2002 wurde die Strecke um ungefähr 300 Meter verkürzt und ein neuer Endhaltepunkt in entsprechend vergrößerter Entfernung vom Stadtzentrum gebaut. Vom ehemaligen Bahnhof Waldmünchen blieb nur das Empfangsgebäude, das heute privat genutzt wird. Die Gleisanlagen, der Lokschuppen und die Lagerhalle wurden abgerissen, auf dem früheren Bahnhofsgelände entstanden Parkplätze und mehrere Einkaufsmöglichkeiten.

## Fahrzeugeinsatz
Mit dem Fahrplanjahr 1992 begann die Regentalbahn mit dem Einsatz von Dieseltriebwagen ein. Seit 2001 befahren Fahrzeuge vom Typ Regio-Shuttle RS1 die Strecke.

## Verkehr

### Personenverkehr
Zum Fahrplanjahr 1992 übernahm die Regentalbahn im Auftrag der Deutschen Bundesbahn den Zugverkehr auf der Strecke, seit 2001 unter dem Markennamen Oberpfalzbahn.
2002 wurde die Strecke in die Verkehrsgemeinschaft Landkreis Cham aufgenommen und in dessen Tarif integriert.
Die Zugleistungen der Bahnstrecke sind Teil der als „Regionalzügenetz Ostbayern“ bezeichneten Ausschreibung durch die Bayerische Eisenbahngesellschaft. Der Gewinner dieser Vergabe sollte im Dezember 2014 den Betrieb der Regionalbahnverkehre zwischen Cham und Waldmünchen aufnehmen.
Im Fahrplanjahr 2016 wurde der zuvor von täglich sechs Ein- und Ausstiegern benutzte Haltepunkt Grub wegen fehlender vorgeschriebener Beleuchtung nicht bedient. Nach Ausrüstung mit dieser wurde zum Fahrplanjahr 2017 die Bedienung auf Bedarf wieder aufgenommen.
Die Strecke wird von der Linie OPB5 (seit 2020 RB 29 – Cham–Waldmünchen) in einem nahezu zweistündigen Takt bedient. Der einzige Zwischenhalt, der kein Bedarfshalt ist, ist der Haltepunkt Geigant.

### Güterverkehr
Auch mit der Durchführung des Güterverkehrs zum Endpunkt Waldmünchen beauftragte die DB ab 23. Mai 1993 die Regentalbahn, bis die Leistungen mit der Streichung des Tarifpunkts Waldmünchen zum 30. Juni 1994 und der Abholung des letzten Wagens am 10. August 1994 eingestellt wurden. Es verblieben lediglich die von der DB (heute: DB Cargo Deutschland) selbst abgewickelten Hausmülltransporte vom Gleisanschluss Cham Müll nach Schwandorf.